# La Chapelle-du-Genêt
La Chapelle-du-Genêt là một xã trong vùng hành chính Pays de la Loire, thuộc tỉnh Maine-et-Loire, quận Cholet, tổng Beaupréau. Tọa độ địa lý của xã là 47° 11' vĩ độ bắc, 01° 01' kinh độ đông. La Chapelle-du-Genêt nằm trên độ cao trung bình là 111 mét trên mực nước biển, có điểm thấp nhất là 42 mét và điểm cao nhất là 114 mét. Xã có diện tích 9,25 km², dân số vào thời điểm 1999 là 1002 người; mật độ dân số là 108 người/km².

## Thông tin nhân khẩu
| 1962 | 1968 | 1975 | 1982 | 1990 | 1999  | 2005  |
| ---- | ---- | ---- | ---- | ---- | ----- | ----- |
| 689  | 722  | 780  | 919  | 924  | 1 002 | 1 136 |